# Романов, Михаил Фёдорович (1924—2008)
Михаил Фёдорович Романов (4 мая 1924, Париж — 22 сентября 2008, Париж) — французский кинорежиссёр, актёр и историк, русского происхождения, член рода Романовых, единственный сын князя Фёдора Александровича и княгини Ирины Павловны, урождённой Палей. Титуловался князем крови императорской, однако это не признавалось потомками великого князя Кирилла Владимировича.

## Детство и воспитание
Князь Михаил Фёдорович родился в Париже, в семье князя Фёдора Александровича и его супруги княгини Ирины Павловны, урождённой Палей. По отцовской линии приходился внуком великого князя Александра Михайловича и великой княгини Ксении Александровны, а по материнской великого князя Павла Александровича и его морганатической супруги княгини Ольги Валериановны Палей, таким образом, являясь потомком Дома Романовых как со стороны отца, так и со стороны матери.
Михаил Фёдорович воспитывался в Париже и Биаррице, где местная русская диаспора называла его «цесаревич из Биаррица». Окончил элитную школу в Нёйи-сюр-Сен. С детства говорил на русском, английском и французских языках, в дальнейшем выучил испанский и каталонский языки. После развода родителей в 1936 году Михаил Фёдорович остался жить с матерью в городке Нейн, где обучался в частной школе École du Montcel. После начала Второй Мировой Войны семья вернулась в Биарриц, где и провела все годы немецкой оккупации.
После освобождения Франции союзными войсками Михаил Фёдорович в период 1945—1946 годах служил во французской пехоте на территории Германии. Вернувшись в Париж, он поступил на службу в парфюмерную фирму Люсьена Лелонга, который был женат на его тёте княгине Наталии Палей.

## Карьера в кинематографе
С 1949 года Михаил Фёдорович работал ассистентом режиссёра, затем директором продукции фильмов под именем Michel Romanoff. В 1956 году работал над фильмом А. Литвака «Анастасия». Снимал картины с режиссёрами К. Риду, Л. Дювивье, Ж. Клузо, И. Аллегрэ, В. Миннелли и другими, работал с ведущими артистами мирового кинематографа, в том числе с Ю. Бриннером, И. Бергман, Д. Дарье, М. Брандо. Михаил Фёдорович сам снимался в эпизодических ролях.
В начале 1950-х годов у Михаила Фёдоровича начался роман с известной французской актрисой Аннабеллой, которая была старше его на семнадцать лет. Несмотря на большую разницу в возрасте, она была готова выйти замуж за молодого князя, однако мать Михаила Фёдоровича выступила резко против. Но до конца дней актрисы Михаил Фёдорович был к ней привязан.
В 1985 году вышел на пенсию и все последующие время посвятил изучению истории Дома Романовых и написанию мемуаров. Михаил Фёдорович активно оказывал помощь режиссёрам и артистам в создании документальных и игровых фильмов о русской истории и династии Романовых. С 1994 года жил на два дома — в Париже и в городке Ла-Эскала. С 1979 года являлся членом Объединения рода Романовых.
Впервые посетил Россию в 1990 году. В 1994 году в Санкт-Петербурге участвовал в презентации книги о Доме Романовых. В 1997 году открыл фотовыставку о жизни членов рода Романовых в эмиграции. В июле 1998 года отказался участвовать в церемонии перезахоронения останков императора Николая II и членов его семьи в Петропавловском соборе Петербурга, посчитав их ненастоящими. В марте 2006 года выпустил заявление с поддержкой прихода Свято-Николаевского храма в Ницце, находящегося тогда в лоне Константинопольского Патриархата. В том же 2006 году выступил против перезахоронения останков вдовствующей императрицы Марии Фёдоровны в Петербурге, полагая, что «если член Дома Романовых умер в изгнании, его останки не должны беспокоить».

## Смерть и погребение
Князь Михаил Фёдорович скончался 22 сентября 2008 года у себя дома в Париже. Церемония отпевания прошла 30 сентября в Александро-Невском соборе на Рю-Дарю, где когда-то венчались родители князя. После церемония прощания, останки Михаила Фёдоровича были кремированы, а прах захоронен в дворцовой церкви на острове Майнау, рядом с великим князем Дмитрием Павловичем, великой княгиней Марией Павловной, графом Леннартом Бернадоттом и его семьей.

## Семья
15 октября 1958 год в Париже женился на французской актрисе австрийского происхождения Хельге Стауфенбергер (род. 22 августа 1926), дочери Людвига Стауфенбергера и Фредерики, урождённой Шмоль. В этом браке родился один сын:
- князь Михаил Михайлович Романов (31 июля 1959 — 24 января 2001) — единственный сын в семье. Родился в Париже. В юности вёл достаточно весёлый образ жизни, даже имел проблемы с наркотиками. Имел длительные отношения с испанской художницей Мерседес Устрелл-Кабани, которая родила ему дочь Татьяну. Стал инвалидом в результате автомобильной аварии, повлекшей не только физические, но и психологические проблемы. Последние годы жил в Греции, где его мать владела собственностью. Трагически скончался в Мумбае (Индия) в возрасте неполных 42 лет.

Сразу после рождения сына брак Михаила Фёдоровича распался, и супруги жили раздельно, оформив развод лишь в 1992 году. 14 января 1994 года в Жоссе женился на матери своей внучки и подруге своего сына Мерседес Устрелл-Кабани (род. 26 июля 1960), дочери Рамона Устрелл и Кармен Кабани. В 1995 году Михаил Фёдорович удочерил свою внучку Татьяну, которую очень любил.
- княжна Татьяна Михайловна Романова (род. 21 октября 1986) — внучка Михаила Фёдоровича, живёт в Париже.